# Stadtbefestigung Boxberg

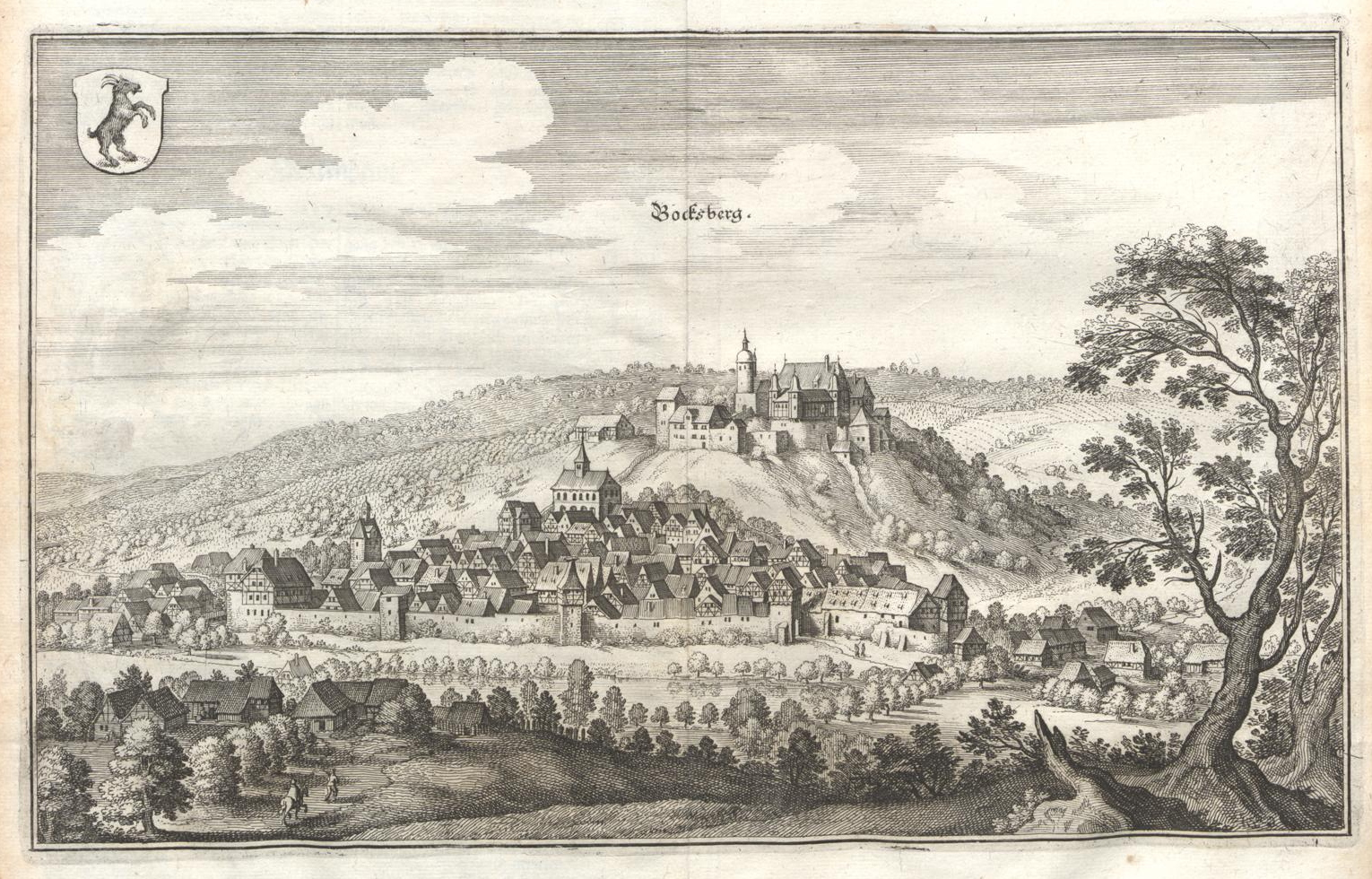
Boxberg mit der Burg Boxberg und der Stadtbefestigung im Umpfertal um 1645. Kupferstich von Matthäus Merian

Die Stadtbefestigung Boxberg bezeichnet die ehemaligen Befestigungswerke der Stadt Boxberg im Main-Tauber-Kreis in Baden-Württemberg.

## Geschichte
Große Teile der einstigen Stadtbefestigung sind abgegangen. Reste von Wehrtürmen und der Stadtmauer zeugen von den einstigen Befestigungen. Im Jahre 1870 war die Boxberger Stadtmauer Gegenstand der Kunst. Reste der mittelalterlichen Stadtbefestigung sind beim ehemaligen Amtsgericht und heutigen Rathaus in der Kurpfalzstraße 29 erhalten. Dort befindet sich eine Mauer mit Torbogen und Scheuer auf der historischen Stadtmauer. Die noch bestehenden Überreste der mittelalterlichen Stadtbefestigung stehen heute unter Denkmalschutz.